# Sidi Lamine
Sidi Lamine ((ar) سيدي الأمين) est une ville du Maroc située dans la province de Khénifra et dans la région de Béni Mellal-Khénifra.